# Maria Katharina Kasper
Maria Katharina Kasper, född 26 maj 1820 i Dernbach, död där 2 februari 1898, var en tysk romersk-katolsk nunna och ordensgrundare av Arme Dienstmägde Jesu Christi år 1851. Hon vördas som helgon i Romersk-katolska kyrkan, med minnesdag den 1 februari.

### Webbkällor
- Bolognini, Daniele. ”Santa Maria Caterina Kasper, vergine, fondatrice” (på italienska). Santi e Beati. Arkiverad från originalet den 2 november 2021. https://archive.md/k6vBr. Läst 2 november 2021.
- ”Saint Maria Katharina Kasper” (på engelska). CatholicSaints.Info. Arkiverad från originalet den 2 november 2021. https://archive.ph/0OX3b. Läst 2 november 2021.